# Heckler & Koch HK416
Heckler & Koch HK416 je jurišna puška, proizvod nemškega oborožitvenega koncerna Heckler & Koch, kot nadomestek oziroma nadgradnja ameriške družine jurišnih pušk M16.

## Zgodovina
Družina jurišnih pušk M16, ki deluje na principu odvoda smodniških plinov z valjasto vrtljivim zaklepom, ima težave z zanesljivostjo delovanja v težkih pogojih delovanja (puščave, džungla), še posebej, če puška ni deležna temeljitega vsakodnevnega čiščenja in vzdrževanja. Poročanja o težavah so se začela že v času Vietnamske vojne, po udeležbi ZDA v več spopadih in vojnah na Bližnjem vzhodu, Arabskem polotoku in Afriki konec 20. stoletja, pa so se, kljub nenehnim izboljšavam s strani proizvajalca, koncerna Colt, le pomnožila.
Medtem, ko so drugi proizvajalci, z namenom pridobiti obsežna naročila ob morebitni prihodnji zamenjavi težavnih pušk M16, začeli z načrtovanjem novih modelov pušk, je koncern Heckler & Koch ponovil poslovno tvegano, a nekoč (leta 2000 pri britanski puški SA80) že uspešno potezo in različnim vejam Oboroženih sil ZDA ponujal zanje nakupno neobvezujoč program izboljšave družine pušk M16, katerega stroške bi v celoti kril Heckler & Koch. Do leta 2001 Američani ponudbe niso sprejeli v nobeni veji svojih sil.
Vrsto let so pripadniki posebne enote Ameriške vojske, imenovane Delta, za svojo obstoječo oborožitev, karabinke M4, skušali najti zamenjavo, ki bi obdržala vse njene prednosti, a hkrati popravila napake in težave z zanesljivostjo pri delovanju v težkih bojnih razmerah. Šele leta 2001 so izvedeli za ponudbo nemškega koncerna in jo sprejeli.
Koncern Heckler & Koch je zahteval dobavo nekaj primerkov rabljenih karabink M4, izvedel obširna testiranja in raziskave ter nato prek več prototipov prišel do končne oblike puške, izdelal pa je tudi module za nadgradnjo obstoječih pušk celotne družine M16.
Razen nekaterih posameznih manjših enot, so Ameriške oborožene sile v celoti, kljub več načrtom zamenjave obstoječih pušk družine M16 in testiranjem novih pušk v zadnjem desetletju, zaradi količin morebitne zamenjave potrebnega orožja, pa tudi političnih razlogov, najprej sprejele odločitev, da svoje osnovne oborožitve tudi v prihodnje ne bodo bistveno spremenile. Šele zaradi mnogih poročil o težavah z delovanjem pušk M16 in M4 v Iraku v zadnjih nekaj letih, kjer so te nehale delovati tudi sredi bojev, in posledičnega pritiska tako laične kot dela strokovne javnosti, so se odločili za ponovno pretehtanje svoje odločitve in nova primerjalna testiranja, kjer bo med drugim udeležena tudi puška HK416.

## Zasnova
Puška HK416 je tako po zunanjosti kot značilnostih in večini opravil zelo podobna puškam M16 oziroma karabinkam M4. Popolnoma spremenjen pa je strelni mehanizem, ki temelji na plinsko vrtljivem zaklepu, v večji meri prevzetem iz puške G36. Spremenjeni so tudi nekateri drugi notranji sestavni deli, vse skupaj pa izdatno izboljšuje zanesljivost delovanja orožja v težkih pogojih ob večinoma zadržanih odlikah pušk M4 oziroma družine M16.
Orožje je zasnovano kot popolnoma nova puška v več izvedbah, glede na dolžino cevi, prav tako pa v obliki nadgradnih modulov za katerokoli puško iz družine M16.
Heckler & Koch sicer ni bil prvi, ki je ponudil tako rešitev za družino pušk M16, vendar je njegov sistem rešitev bistveno bolj dodelan, bil pa je tudi edini doslej, ki je zanj uspel pridobiti večje naročilo znotraj ameriške vojske.
Modeli pušk (glede na dolžino cevi):
- D10RS (dolžina cevi 10.4" / 264 mm )
- D145RS (dolžina cevi 14.5"  / 368 mm ) - primerljiva s karabinko M4
- D165RS (dolžina cevi 16.5" / 419 mm )
- D20RS (dolžina cevi 20.0"  / 508 mm) - primerljiva s puško M16A2

## Uporaba po svetu
- ZDA: Puško so prvi začeli uporabljati pripadniki posebne enote Delta v letu 2005, kasneje pa tudi pripadniki enot SEAL. Puška je prisotna tudi v nekaterih policijskih posebnih enotah.
- Norveška: Po preizkusih se je Norveška vojska odločila za nakup prek 8000 pušk HK416 kot nadomestilo njihove dosedanje osnovne oborožitve, puške AG-3.